# Peterbilt
Peterbilt Motors Company je ameriški proizvajalec sredjih in težkih (class 8) tovornjakov. Sedež podjetja in tovarna je Dentonu, Teksas, poleg tega ima proizvodno linijo tudi v kanadskem Sainte-Thérèse. V preteklosti je imel tovarno v Newarku (Kalifornija) in Nashvillu. 